# Xã Union, Quận Warren, Iowa
Xã Union (tiếng Anh: Union Township) là một xã thuộc quận Warren, tiểu bang Iowa, Hoa Kỳ. Năm 2010, dân số của xã này là 496 người.